# ميغيل ريفيرو أكوستا
ميغيل ريفيرو أكوستا (بالإسبانية: Miguel Rivero Acosta)‏ هو سياسي مكسيكي، ولد في 31 يوليو 1965 في ولاية هيدالغو في المكسيك. حزبياً، نشط في الحزب الثوري المؤسساتي. وقد انتخب عضو مجلس النواب المكسيك.